# Osbecksgymnasiet

Osbecksgymnasiet är en gymnasieskola i Laholm, uppkallad efter Pehr Osbeck, en lärjunge till Carl von Linné.
Skolan ligger nära centrum, i direkt anslutning till högstadieskolan Lagaholmsskolan.

## Linjer
Osbecksgymnasiet har flera linjer, däribland flera nationella program så som natur, samhälle och teknik, samt den lokala linjen produktionstekniska. Denna har på Osbecksgymnasiet ersatt industriprogrammet, då dess profil är mer allmänteknisk.